# Подвиње (Славонски Брод)
Подвиње је насељено место у саставу града Славонског Брода у Бродско-посавској жупанији, Република Хрватска и представља предграђе самог Брода.

## Историја
До територијалне реорганизације у Хрватској налазило се у саставу старе општине Славонски Брод.
Подвиње је раније било самостално насеље. Затим је припојено насељу Славонски Брод, а од пописа 2001. године, поново је добило статус самосталног насељеног места.

## Становништво
На попису становништва 2011. године, Подвиње је имало 3.575 становника. За попис 1991. године, погледајте под Славонски Брод.